# People in Need
People in Need (en tchèque Člověk v tísni) est une organisation tchèque d'aide humanitaire, de développement, d'éducation et de défense des droits de l'homme. Il s'agit d'une société d'intérêt public dont le directeur est Šimon Pánek,. Elle a commencé ses activités en 1992 sous le nom de Fondation Lidové noviny, et depuis 1994, elle opère sous le nom de Fondation People in Need à la Télévision Tchèque. Elle fonctionne sous son nom actuel depuis 1999. People in Need a travaillé dans plus de 50 pays à travers le monde. En juin 2020, People in Need est actif dans vingt-deux pays. En 2022, après trente ans de fonctionnement, le logo a été modifié,.
People in Need est membre de l'Alliance2015, une plateforme internationale d'organisations humanitaires qui coopèrent à différents niveaux pour lutter contre la pauvreté et travailler ensemble sur des projets dans les pays en développement. People in Need est membre d'organisations et d'associations telles que FoRS, CONCORD VOICE, Calp, EISF, INEE et autres.

## Aide humanitaire et aide au développement
People in Need aide les personnes touchées par des crises de guerre, des catastrophes naturelles et celles qui vivent dans la pauvreté à long terme. Elle s'attaque également aux problèmes à long terme tels que le manque d'accès à une éducation et à des soins de santé de qualité, ou la dégradation de l'environnement. L'aide humanitaire et l'aide au développement ont été fournies par People in Need dans plus de 50 pays en Europe, en Asie et en Afrique,. Dans ses projets de développement, l'organisation s'attache à fournir les produits de première nécessité (eau, santé, éducation, moyens de subsistance) et à soutenir la création de programmes sociaux, à développer les entreprises locales et à promouvoir la société civile et la bonne gouvernance. 

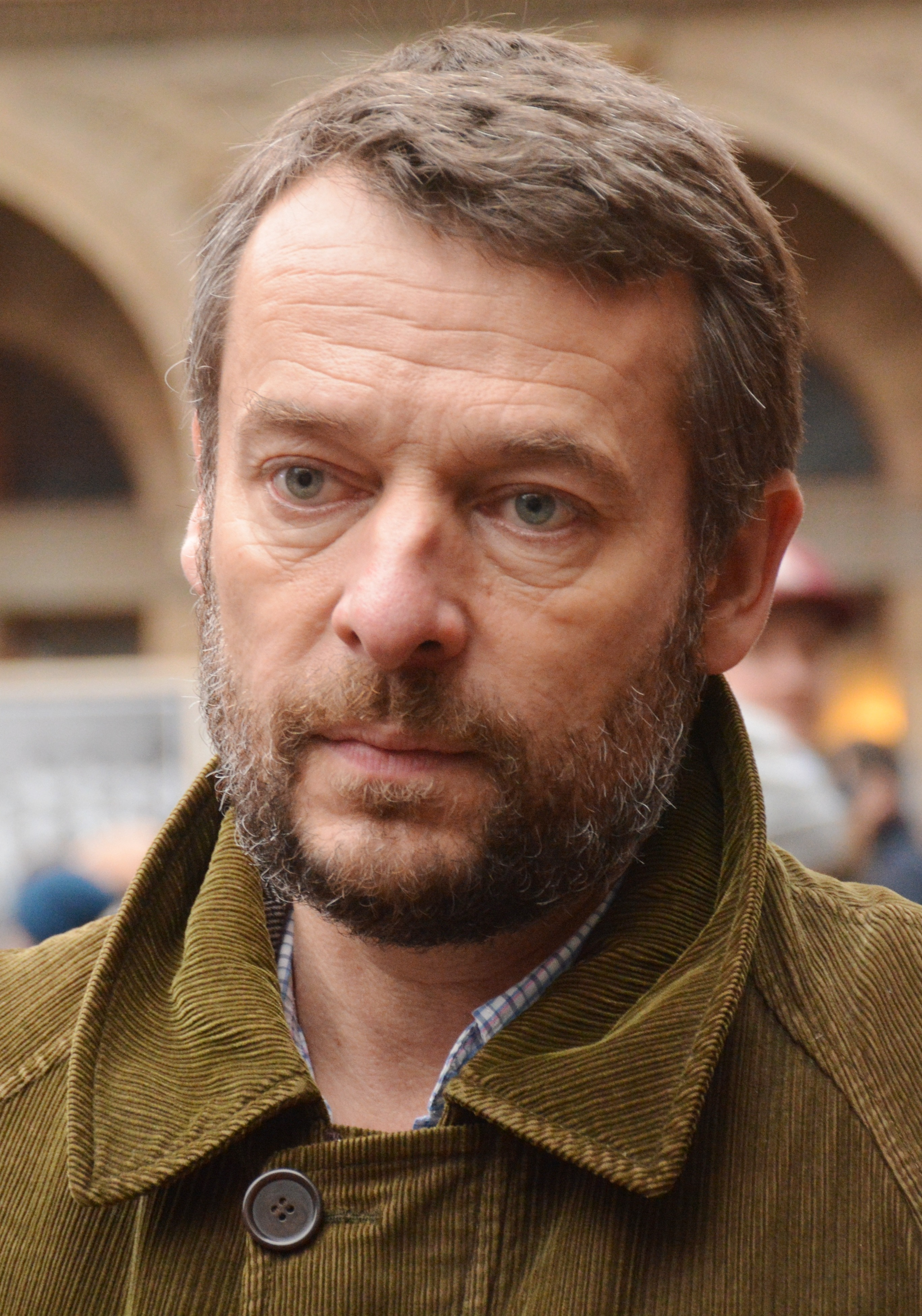
Le directeur de People in Need Šimon Pánek

La section humanitaire et développement opère dans 22 pays et dispose de bureaux permanents dans 15 d'entre eux. Chaque année, People in Need réalise des projets d'une valeur de plusieurs centaines de millions de couronnes pour des centaines de milliers de personnes nées dans des régions défavorisées du monde.

## Promouvoir les droits de l'homme
Le Centre pour les droits de l'homme et la démocratie sous People in Need travaille à l'étranger et se consacre particulièrement au soutien des personnes et des groupes qui sont confrontés à la persécution, au harcèlement ou à l'emprisonnement pour leurs opinions ou leurs activités dans des pays dotés de régimes répressifs, généralement indépendants du pouvoir de l'État. 
People in Need travaille dans le domaine des droits de l'homme depuis la fin des années 1990. L'assistance couvre un certain nombre de pays et de zones où la situation est constamment mauvaise ou se détériore. Elle fournit un soutien financier, humanitaire et moral direct aux familles des prisonniers politiques dans les régimes gravement répressifs, qui est financé en grande partie par Club of Friends.
Le Centre pour les droits de l'homme et la démocratie sous People in Need travaille donc dans plusieurs dictatures dures et aussi dans plusieurs pays où l'expérience de la transition vers la démocratie est similaire, par certains aspects, à celle de la République tchèque. Elle met actuellement en œuvre des programmes en Europe de l'Est (Arménie, Azerbaïdjan, Moldavie - Transnistrie, et Ukraine), en Amérique latine (Cuba, Venezuela, Équateur, Honduras et Nicaragua) en Égypte, en Libye et au Vietnam. L'organisation est engagée dans diverses activités visant à attirer l'attention sur les violations des droits de l'homme dans le monde et à trouver un soutien public et politique plus large pour leur protection. 
En novembre 2019, le ministère russe de la Justice a placé People in Need sur une liste d'organisations indésirables en Russie. Le ministre tchèque des affaires étrangères, Tomáš Petříček, a commenté cette décision, la jugeant absurde et exigeant une explication. Il a également déclaré que l'interdiction d'une organisation de défense des droits de l'homme en Russie était la preuve du mauvais état des droits de l'homme dans le pays. 

## Programmes d'intégration sociale
Depuis 1999, People in Need aide les personnes vivant dans l'exclusion sociale et la pauvreté. Elle a d'abord apporté son aide dans le domaine des localités exclues, où elle a commencé un travail social gratuit sur le terrain, c'est-à-dire principalement une assistance et des conseils en matière de logement, de dettes et de chômage. Au cours des années suivantes, ella a élargi son offre pour y inclure des conseils en matière d'emploi et de droit, des cours de soutien scolaire, un service d'assistant social pour la police et des installations à bas seuil permettant aux enfants issus de familles pauvres de passer des moments de loisirs significatifs,. 
Les programmes éducatifs de People in Need s'adressent non seulement aux étudiants et aux enseignants des écoles primaires, secondaires et universitaires tchèques, mais aussi à d'autres groupes professionnels, tels que les travailleurs des bureaux de placement ou les officiers de police. Des sujets tels que la pauvreté, la mondialisation, la migration ou le multiculturalisme sont présentés à ces groupes par le biais de séminaires à court ou à long terme et de matériel didactique tel que des manuels ou des plateaux de films documentaires.  
Les programmes d'information de People in Need visent le public tchèque, l'administration publique et les médias. Grâce à des campagnes et des projets à long et à court terme sous forme de projections de films, de soirées-débats, de concours créatifs, de matériel d'information, ainsi que de voyages pour les journalistes, ces groupes cibles reçoivent régulièrement des informations sur la coopération au développement, les campagnes publiques, la migration et les étrangers vivant en République tchèque, par exemple.

## Jeden svět
Chaque année, People in Need organise un festival de films sur les droits de l'homme intitulé Jeden svět. Depuis sa création en 1999, le festival est devenu le plus grand festival de films documentaires sur les droits de l'homme au monde. Le festival travaille avec une définition large des droits de l'homme, et le programme comprend donc des films portant non seulement sur des causes politiques et des questions de développement, mais aussi sur des questions sociales, environnementales et de style de vie. Jeden svět présente chaque année plus d'une centaine de documentaires de haute qualité en provenance du monde entier. Le festival se déroule à Prague en mars, puis dans plus de trente villes de République tchèque et à Bruxelles. Les documentaires les plus réussis Jeden svět sont ensuite disponibles sur le site web www.promitejity, où les spectateurs peuvent les visionner gratuitement et légalement - non seulement pour eux-mêmes, mais aussi pour leur public. Jeden svět a reçu une mention honorifique de l'UNESCO en 2007 pour l'éducation aux droits de l'homme,,.